# Piero Dorazio
Piero Dorazio (Roma, 29 de juny de 1927 - Perusa, 17 de maig de 2005) va ser un pintor italià. El seu treball estava relacionat amb la pintura de camp de colors, l'abstracció lírica i altres formes d'art abstracte.

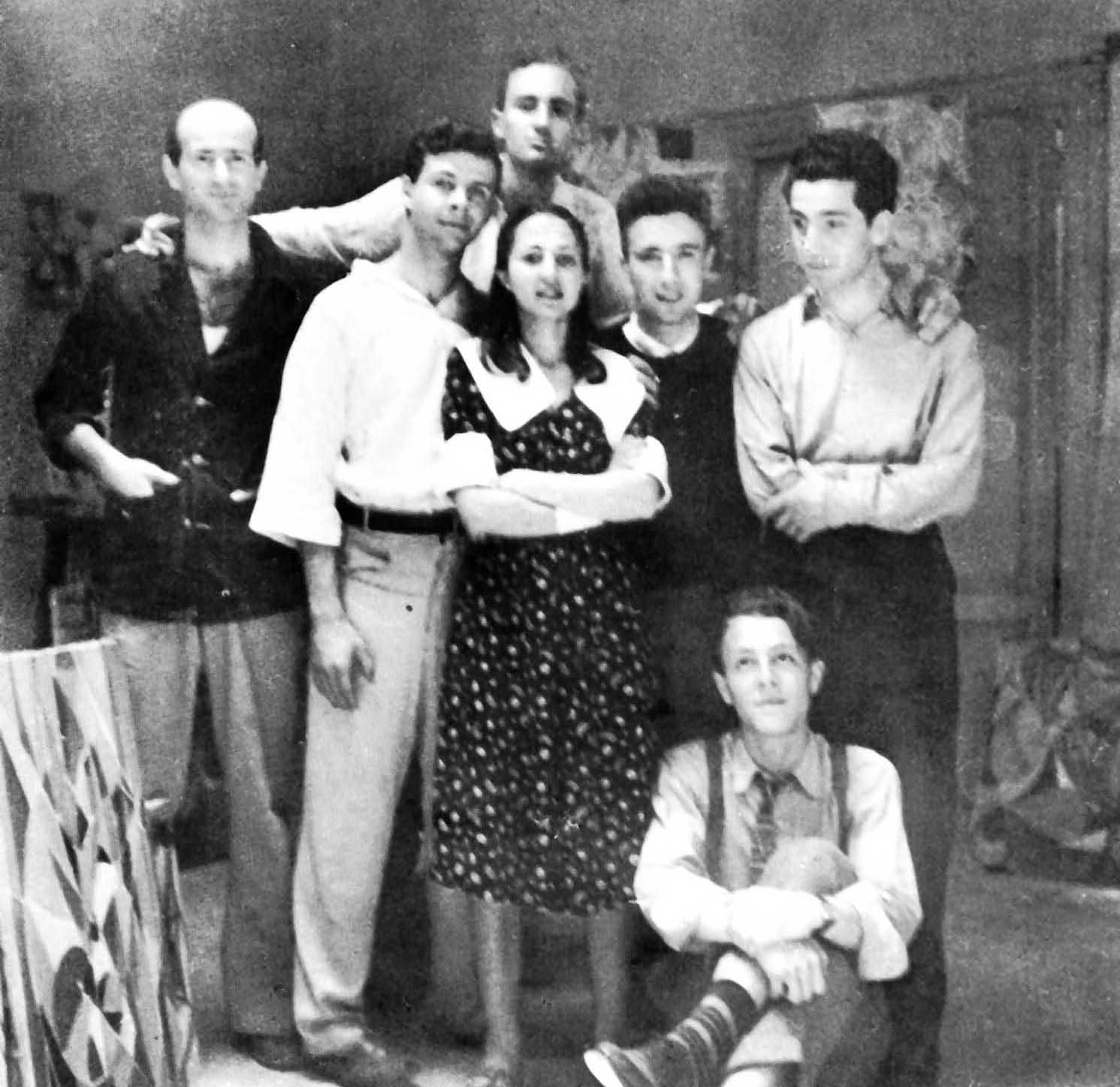
Artistes de la Forma 1: Pietro Consagra, Mino Guerrini, Ugo Attardi, Carla Accardi, Achille Perilli, Antonio Sanfilippo, Giulio Turcato i Piero Dorazio (assegut a baix)

## Biografia
Dorazio va néixer a Roma. El seu pare era funcionari, mentre que la seva mare estava interessada en la història i l'art. Dorazio va assistir a l'institut Julius Caesar a Roma. La família va fugir a la seva província dels Abruços el 1943. Després de la guerra, Dorazio va treballar breument com a traductor de l'exèrcit britànic i després va estudiar arquitectura a la Universitat de Roma La Sapienza.
Va ser influenciat per futuristes com Gino Severini, Antonio Corpora, Enrico Prampolini i Giacomo Balla, que el va atreure a la pintura. Una aversió a la seva visió de dretes el va empènyer a alinear-se amb artistes d'esquerres com Renato Guttuso. Juntament amb Pietro Consagra, Achille Perilli i Giulio Turcato, va ajudar a formular un manifest i a establir un grup d'artistes abstractes el 1947 anomenat Forma 1. Tot i que estava imbuït per les tendències socialistes, el grup no va seguir la línia social realista de Guttuso, però va proposar reclamar l'abstracció del futurisme. El 1947, Dorazio va guanyar un premi i una borsa del govern francès per estudiar a l'École des Beaux-Arts de París.
Dorazio, juntament amb els artistes Mino Perilli i Guerrini, van ajudar a fundar L'Age d'Or el 1950. Era un espai de llibreria/galeria dedicat a l'art abstracte. El 1952 va impulsar la fundació Origin amb Alberto Burri, Ettore Colla i altres, i va editar la revista Arti Visive. Com a representant d'Itàlia, el 1953 va viatjar per primera vegada als Estats Units per participar al Seminari Internacional d'Estiu de la Universitat Harvard. Aquella tardor, es va traslladar a la ciutat de Nova York i es va allotjar fins al 1954. L'octubre de 1953, Dorazio va fer la seva primera exposició en solitari a la galeria One-Wall de George Wittenborn.
Va publicar La Fantasia Dell-Arte Nella Vita Moderna el 1955, una revisió de l'art modern a Itàlia. Pel que fa a aquest llibre, el crític Christopher Masters afirma que Dorazio va avançar la seva creença, potser amb un excés d'optimisme, que l'art abstracte podria canviar el món... De la mateixa manera que la ciència i la tecnologia destruïen les barreres entre diferents cultures, també el nou "estil universal" portaria a una "civilització universal".
Va ser convidat a ensenyar al programa Graduate School of Fine Arts de la University of Pennsylvania School of Design el 1959. Hi va ensenyar pintura durant un semestre cada any, de 1960 a 1969, dividint el seu temps entre els Estats Units i Itàlia. El 1970 va tornar a viure i treballar a temps complet a Roma. El 1974 va traslladar el seu estudi de Roma a Úmbria, a prop de Todi. Peter Iden, director fundador del Museum für Moderne Kunst de Frankfurt entre 1978-1987, va adquirir tres obres de Dorazio de 1981 a 1983 (Oracolo, 1959; Blue Hearttrap, 1961; Stridente, 1982-83) per a la col·lecció del museu. Aquestes eren part de les exposicions del museu a Frankfurt el 1985 i Milà el 1987. Als anys noranta, les obres van ser cedides temporalment al Banc Central Europeu. Dorazio va continuar treballant i exposant fins al 2004.
Descrit com un "personatge independent i sense pèls a la llengua", "contrari del políticament correcte", l'ús de materials i colors de Dorazio es mantingué constant al llarg del temps. És conegut principalment per les pintures amb bandes gruixudes de color brillant i reixes entrecreuades. Tot i que són abstractes, les seves pintures no descuiden el detall ni la complexitat. El seu estil s'ajusta al que Clement Greenberg va descriure més tard com a “ Nova abstracció ”.

## Exposicions que inclouen la seva obra
Entre les exposicions que han inclòs o presentat l'obra de Dorazio hi ha:
- Biennal de Venècia de 1952
- 1953 Wittenborn One-Wall Gallery, Nova York
- Biennal de Venècia de 1960
- 1965 "The Responsive Eye", Museu d'Art Modern, Nova York
- 1970, André Emmerich Gallery, Nova York
- 1979 Retrospectiva, Musée d'Art Moderne de la Ville, París
- 1980 Galeria d'Art Albright-Knox, Buffalo
- 1985 "Bilder für Frankfurt", Museum for Moderne Kunst Frankfurt
- 1987 "Dalla Pop Art alla nuova figurazione", Col·lecció del Museu per a Moderne Kunst al Padiglione d'arte contemporani de Milà
- 1990 Le Magasin, Grenoble
- 1991 Galleria d'Arte Moderna, Bolonya

## Reconeixement
- Premi Kandinsky (1961)[9]